# Gare de Chécy - Mardié
La gare Chécy - Mardié est une gare ferroviaire française de la ligne d'Orléans à Gien, située sur le territoire de la commune de Chécy, dans le département du Loiret, en région Centre-Val de Loire.
Elle est fermée au service des voyageurs, comme la ligne, depuis 1939. Un projet prévoit une réouverture de ce service en 2018.

## Situation ferroviaire
Établie à 112 mètres d'altitude, la gare Chécy - Mardié est située au point kilométrique 132,320 de la ligne d'Orléans à Gien entre les gares fermée du Godet et de Saint-Denis - Jargeau.

## Histoire
La suppression du trafic voyageur intervient le 15 mai 1939.

## Projet de réouverture
Depuis 1993, plusieurs projets de réouverture de la ligne aux voyageurs sont étudiés,.